# World Team Challenge 2022
World Team Challenge 2022 (oficjalnie bett1.de Biathlon World Team Challenge 2022) – dwudziesta pierwsza edycja pokazowych zawodów biathlonowych, które rozegrano 28 grudnia 2022 roku na stadionie piłkarskim w Gelsenkirchen. Zawody składały się z dwóch konkurencji: biegu masowego i biegu pościgowego.

## Wyniki

### Bieg masowy
Źródło:.
| Poz. | Nazwisko                                                | Reprezentacja | Czas [min.] (+kara) |
| ---- | ------------------------------------------------------- | ------------- | ------------------- |
| 1.   | Ingrid Landmark Tandrevold / Vetle Sjåstad Christiansen | Norwegia      | 33:46,7 (3)         |
| 2.   | Julia Simon / Fabien Claude                             | Francja       | +25,4 (+5)          |
| 3.   | Markéta Davidová / Michal Krčmář                        | Czechy        | +25,9 (+4)          |
| 4.   | Lisa Hauser / Felix Leitner                             | Austria       | +49,4 (+6)          |
| 5.   | Vanessa Voigt / Philipp Nawrath                         | Niemcy        | +58,5 (+6)          |
| 6.   | Lena Häcki / Joscha Burkhalter                          | Szwajcaria    | +1:10,8 (+6)        |
| 7.   | Denise Herrmann-Wick / Benedikt Doll                    | Niemcy        | +1:19,9 (+9)        |
| 8.   | Mari Eder / Tero Seppälä                                | Finlandia     | +1:40,8 (+9)        |
| 9.   | Julija Dżima / Anton Dudczenko                          | Ukraina       | +1:42,3 (+7)        |
| 10.  | Dorothea Wierer / Tommaso Giacomel                      | Włochy        | +1:42,6 (11)        |

### Bieg pościgowy
Źródło:.
| Poz. | Nazwisko                                                | Reprezentacja | Czas [min.] (+kara) |
| ---- | ------------------------------------------------------- | ------------- | ------------------- |
| 1.   | Julia Simon / Fabien Claude                             | Francja       | 33:41,6 (+2)        |
| 2.   | Ingrid Landmark Tandrevold / Vetle Sjåstad Christiansen | Norwegia      | +33,8 (+6)          |
| 3.   | Lisa Hauser / Felix Leitner                             | Austria       | +45,4 (+5)          |
| 4.   | Denise Herrmann-Wick / Benedikt Doll                    | Niemcy        | +58,2 (+5)          |
| 5.   | Vanessa Voigt / Philipp Nawrath                         | Niemcy        | +1:03,5 (+4)        |
| 6.   | Lena Häcki / Joscha Burkhalter                          | Szwajcaria    | +1:12,9 (+3)        |
| 7.   | Markéta Davidová / Michal Krčmář                        | Czechy        | +1:58,0 (+10)       |
| 8.   | Julija Dżima / Anton Dudczenko                          | Ukraina       | +2:11,8 (+3)        |
| 9.   | Dorothea Wierer / Tommaso Giacomel                      | Włochy        | +2:22,8 (+6)        |
| 10.  | Mari Eder / Tero Seppälä                                | Finlandia     | +2:51,5 (+9)        |